# Hermann Krist

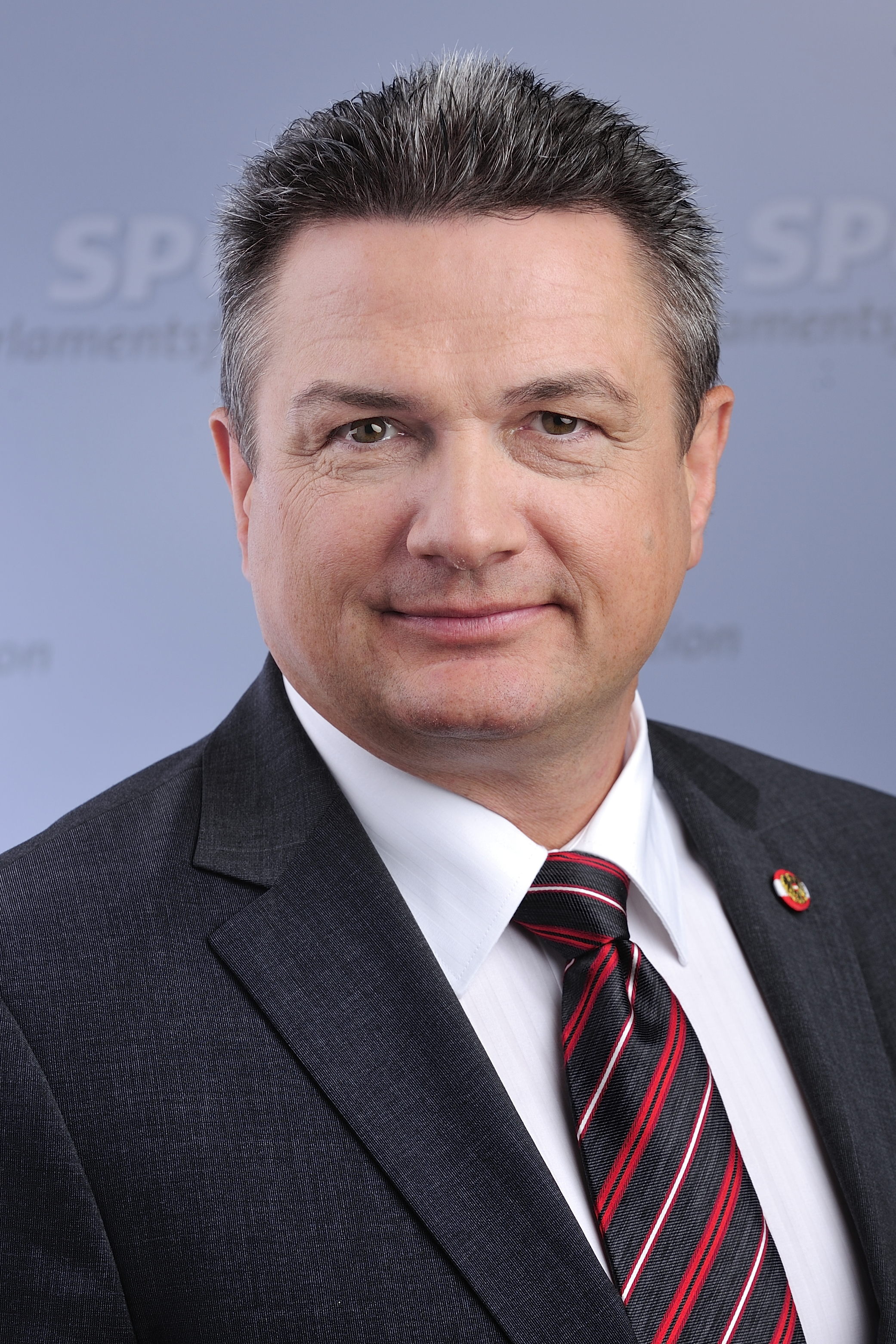
Hermann Krist (2014)

Hermann Krist (* 21. Juli 1959 in Ansfelden) ist ein österreichischer Politiker (SPÖ). Von Dezember 2002 bis Oktober 2019 war er Abgeordneter zum Nationalrat.

## Ausbildung und Beruf
Krist besuchte zwischen 1965 und 1969 die Volksschule und im Anschluss bis 1973 die Hauptschule. Nach dem Abschluss des Polytechnischen Lehrgangs 1974 erlernte Krist bis 1979 den Beruf des Maschinenschlossers. Er leistete 1979 den Präsenzdienst ab und war danach von 1978 bis 1989 als Maschinenschlosser tätig. Danach war er von 1989 bis 2004 freigestellter Vorsitzender des Arbeiterbetriebsrates bei Carrera Optyl. Krist besuchte von 1994 bis 1995 die Sozialakademie der Kammer für Arbeiter und Angestellte und war von 2005 bis 2007 beim Verein zur Förderung von Arbeit und Beschäftigung (FAB) beschäftigt.

## Politik
Hermann Krist war von 1991 bis 2009 Mitglied des Marktgemeinderates Pucking und ist dies wieder seit Juni 2013, von 1997 bis 2009 Vizebürgermeister. Von 1991 bis 2009 war er zudem Ortsparteivorsitzender der SPÖ und wurde 1998 in den Bezirksparteivorstand der SPÖ Linz/Land gewählt. Seit 2002 ist Krist SPÖ-Bezirksvorsitzender von Linz Land, zudem Mitglied des Landesparteipräsidiums der SPÖ Oberösterreich und Mitglied des Landesparteivorstandes. 2002 wurde Krist zudem in die Bundesparteikontrolle der SPÖ gewählt. Seit 2006 ist er stellvertretender Landesparteivorsitzender und Landesparteikassier. Ab Mai 2013 ist er zudem Landeskassier des OÖ Gemeindevertreterverbandes.
In seiner Rolle als Gewerkschafter war Krist von 1989 bis 2004 Betriebsrat bei Carrera Optyl in Traun/OÖ, zwischen 2000 und 2005 Vorsitzender der Bezirksleitung der Gewerkschaft Metall–Textil (GMT), Landesvorsitzender-Stellvertreter der GMT Oberösterreich sowie Mitglied des Zentralvorstandes der GMT.
Hermann Krist war seit dem 20. Dezember 2002 Mitglied des Nationalrats, von 2006 bis 2008 Obmann im Ausschuss für Sportangelegenheiten und ab 2008 Sportsprecher und Südtirolsprecher der SPÖ-Parlamentsfraktion. Nach der Nationalratswahl 2019 schied er aus dem Nationalrat aus.
Im Jänner 2014 wurde er zum Präsidenten der Arbeitsgemeinschaft für Sport und Körperkultur in Österreich (ASKÖ) gewählt. Im Jänner 2020 wurde Sabine Naderer-Jelinek vom Vorstand als Nachfolgerin von Hermann Krist für den Bezirksparteivorsitz nominiert. Krist soll zur Privatstiftung L36 wechseln und dort für Gutenberg-Druckerei und Werbering arbeiten.

## Auszeichnungen
- Goldenes Ehrenzeichen für Verdienste um die Republik Österreich, 1996[3]
- Goldenes Verdienstzeichen des Landes Oberösterreich, 2006
- Großes Goldenes Ehrenzeichen für Verdienste um die Republik Österreich, 2013
- Großes Ehrenzeichen des Landes Steiermark, 2017[4]
- Victor Adler Plakette für besondere Verdienste um die Arbeiterbewegung (SPÖ), 2020[5][6]